# Lara Baqués Valldosera
Lara Baqués Valldosera (Vall d'Aran) és una presentadora de televisió aranesa.
Va créixer al bell mig de les muntanyes de la Vall d'Aran, ja que els seus pares eren guardes del refugi de Colomers. Apassionada dels viatges i conèixer noves cultures, ha estudiat història de l'art, arqueologia i periodisme de viatge. Ha treballat a la llibreria Desnivel de Madrid. El 2022 va protagonitzar el programa Lara i Kali del canal SX3, acompanyada per la seva gossa Kali, una border colie. Té un tatuatge d'una fita al costat esquerre de l'abdomen.